# Château de Sceaux
Château de Sceaux (česky Zámek v Sceaux, neboli Parc et Château de Sceaux, česky Park a zámek v Sceaux) je zámek v Sceaux, ležící v regionu Île-de-France, nedaleko Paříže. Zámek se nachází v parku (Parc de Sceaux), který navrhl André Le Nôtre. Na zámku sídlí Musée de l’Île-de-France (Muzeum Île-de-France). Původní zámek, zničený během Velké francouzské revoluce, byl postaven pro Jeana-Baptiste Colberta, ministra financí Ludvíka XIV. Současný zámek byl postaven za Druhého Francouzského císařství, ve stylu Ludvíka XIII.

## Historie
J.–B. Colbert se obrátil na prvotřídní královské architekty a řemeslníky (Claude Perraulta, Charlese Perraulta, Antoine Lepautra a na premier peintre du roi Charlese Le Bruna), aby navrhli sídlo, hodné jeho postavení.
Jean-Baptiste Colbert, markýz de Seignelay, syn Jeana-Baptiste Colberta, ministr námořnictva, zdědil Sceaux v roce 1683. Nechal vytesat sochy od významných sochařů Françoise Girardona a Antoine Coysevoxe.
Jules Hardouin-Mansart postavil oranžérii, která byla slavnostně otevřena králem v roce 1685. Roku 1699 bylo Sceaux prodáno Ludvíku Augustovi, vévodovi z Maine, legitimizovanému synu krále Ludvíka XIV.

## Demolice
Během Velké francouzské revoluce došlo ke konfiskaci majetků šlechty a k jejich označení jako bien national. Obsah zámku se prodával „ve prospěch národa“ a samotná budova byla prodána M. Lecomtovi, obchodníkovi ze Saint-Malo. V době konzulátu došlo ke zbourání zámku, ale pavilon Aurory, oranžérie, stáje a hospodářské budovy zůstaly zachovány.

## Obnovení zámku
Vévoda de Trevise, syn Édouarda Mortiera, vévody z Trévise, který se oženil s dcerou M. Lecomta, zdědil panství v Sceaux a začal s obnovou zahrad a oranžérie. Zahrady byly nahrazeny trávníky a šterkovými cestičkami, v letech 1856-62 pak nechal vystavit současný, menší zámek, jehož design evokuje styl doby Ludvíka XIII., navržený Augustinem Théophilem Quantinetem a postaven Josephem-Michelem Le Soufaché.
V roce 1922 se dědička vévody z Trévise, kněžna de Faucigny-Cystra, rozhodla vzdát zámku v Sceaux, a prodat jej přes realitní makléře. Díky úsilí tehdejšího starosty města, Jeana-Baptiste Bergereta de Frouville zůstal zámek zachován ve své podobě a mohl sloužit veřejnosti města Sceaux.

## Muzeum Île-de-France
Dnes zámek slouží jako muzeum regionu Île-de-France. V muzeu se nachází jedna z největších sbírek umělců Pařížské školy, mezi nimi také čtyři malby Maurice Boitela.